# Coves de Binglingsi
Les coves de Binglingsi (xinès simplificat: 炳灵寺; xinès tradicional: 炳靈寺; pinyin: Bǐnglíng Sì) són un conjunt de grutes budistes de la doctrina mahayana situades en un penya-segat al llarg del riu groc. Es tracta d'un complex monàstic de la ciutat de Yongjing dins de la província de Gansu, que es troba molt a prop de la capital de Lanzhou. Gràcies a les inscripcions presents a les coves, sabem que la construcció del temple es va iniciar a finals del segle IV sota la comitència de la dinastia dels Qifu, el qual també són coneguts amb el nom dinàstic dels Qin occidentals. Amb el pas del temps, posteriors emperadors de la Xina van contribuir en la construcció de noves grutes de Binglingsi fins a la dinastia Ming. Se'n coneixen un número total de 394 coves on l'interior és decorat per un seguit d'estàtues budistes fetes d'argila i pintures al fresc. La cova més important és la del número 169.

## La ruta de la seda
Tant la provincia de Gansu, com la regió veïna del nord-oest de Xinjiang Uygur, són territoris que poden semblar ser inhòspits per a la civilització humana a causa del seu paisatge desèrtic i muntanyós (sobretot a Xinjiang Uygur). No obstant això, avui en dia, es té coneixement que la zona era un lloc de pas des dels temps del Neolític. La importància d'aquestes regions del nord es va incrementar durant el segle II aC quan a la Xina, sota la protecció de l'Emperador Wu de Han, es va crear la ruta comercial de la seda el qual connectava la ciutat capital de Chang'an amb els regnes del Mediterrani. El comerç actiu de la seda va fomentar el desenvolupament de petits assentaments situats al llarg de la ruta comercial. Tots aquests pobles tot i tenir la seva cultura i identitat pròpia eren budistes. I en concordança amb la tradició hindú les comunitats monàstiques van construir monestirs en els vessants de les muntanyes gràcies al patrocini de l'elit local el qual va començar a enriquir els espais sacres amb pintures i escultures religioses.

## Període dels setze regnes
Al 317 es va iniciar un context de guerres el qual va trencar amb l'estabilitat de la Xina. Els pobles nòmades procedents de les fronteres del nord i del nord-oest van atacar la Xina. Aquests en conquerir els territoris del nord, la dinastia Jin derrotada es va retirar al sud del país, a la ciutat de Jiankang (l'actual Nankín).
Aquest període turbulent de la història de la Xina, del 304 al 439, és conegut amb el nom dels Setze Regnes o de les Cinc Tribus Nòmades. Aquestes cinc ètnies són les següents: els Xiongnu i els Xianbei que procedien de Turquia i Mongolia; els Jie d'arrels Indo-Escites; i finalment els Qiang i els Di pertanyents dels pobles del Tibet i de l'Imperi del Tangut. Després que aquests pobles s'establissin al nord els mateixos van crear aliances matrimonials amb els xinesos i també van adoptar els costums Han.
Durant aquest període de transició a la Xina els dos majors clans de les cinc ètnies del nord del país van ser els Liang i els Qin el qual van governar Gansu i part de Shaanxi. El tros de camí de la seda que passava per Gansu s'anomenava corredor de Hexi el qual comprèn més de 1600 km. Seguint el recorregut del corredor en direcció cap als centres neuràlgics del país, els viatgers paraven en els diferents pobles de Dunhuang, Jiayuguan, Jiuquan, Zhangye, Wuwei, Lanzhou i Tianshui. Com a resultat del patrocini local es van establir grans temples a prop de les ciutats durant la segona meitat del segle IV i principis del V.
L'etapa dels setze regnes va acabar al 439 amb la unificació del nord de la Xina per part de la nova dinàstia del Wei el qual pertanyien al clan Tuoba.

### Dinastia Qin
El fundador de la dinastia Qin anteriors va ser un oficial al servei de la dinastia dels Txao posteriors, anomenat P'ou Hong. El seu net Fu Kién va ser el Wang (rei) més important d'aquesta dinastia, ja que va aconseguir dominar tot el nord del país. El 383 Fu Kien va decidir atacar el sud de la Xina, però va ser derrotat en la batalla del riu fei contra la dinastia Han.
Al 384, el general de Fu Kien, Yao Tx'ang va fundar la dinastia dels Qin posteriors tot apoderant-se de Shanchi i part de Honan.
L'altra dinastia és la dels Qin occidentals governada pels Qifu, és la dinastia que més ens interessa perquè va promoure la construcció del temple de Binglingsi.

## Binglingsi

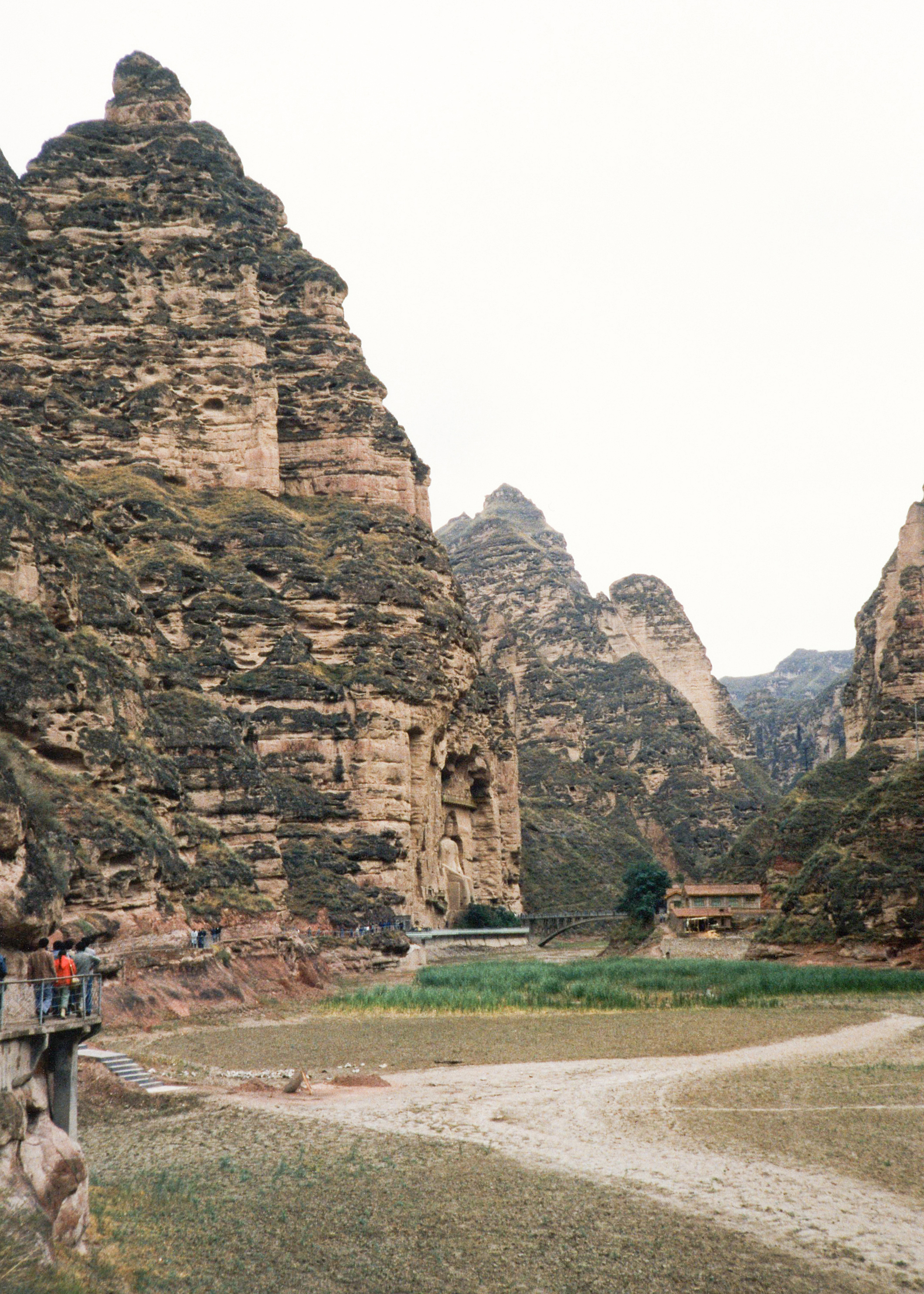
Vista panoràmica de les coves de Binglingsi

L'abril de 1963 un grup de treballadors de l'oficina provincial de Gansu va descobrir una gruta on a l'interior es trobava una escultura del Buda Amitabha amb una inscripció del 420. Aquesta gruta va ser anotada en l'informe dels arqueòlegs amb el número 169. Segons Su Bai aquesta obra es tracta de la primera figura tallada amb la data més explícita coneguda a la Xina.
Aquesta gruta 169 és una cova natural que se situa en el punt més alt del penya-segat i és de grans proporcions: fa 15 metres d'altura, 26,75 d'amplada i 8,56 metres de profunditat.
A l'interior de la cova hi ha escultures d'argila, la gran majoria d'aquestes es van modelar sobre una estructura de pedra. També s'evidencien en les parets pintures al fresc que es disposen d'una manera lliure, tot suggerint que l'execució de la mateixa no segueix cap paràmetre preestablert.
En algunes de les escultures es veu una semblança a l'art budista del khotan de la ruta sud de la seda. Un exemple, com bé evidencia Angela Falco Howard, el veiem en el nínxol número 23 on hi ha escultures assegudes de buda que són molt similars a les estàtues de Rawaq. Aquests budes apareixen coronats amb grans aurèoles i realitzen amb la mà el gest de la meditació (dhayana mudra).
A la paret nord de la cova en el nínxol número 7 es conserva de la triada un únic buda el qual és representat dret i fa 2,45 metres d'alçada. Baixant la mà esquerra fa el gest de donar (varada mudra) i pujant la mà dreta el gest de no tenir por (abbhaya mudra).
Trobem altres estils que cal destacar: en el nínxol 6 de la mateixa paret nord hi ha representats el buda Wuliangshou (significa buda de la inabordable llum i vida, també se'l pot anomenar buda Amitayus) que és acompanyat pels dos bodhisattvas Guanyin i Dashizi.

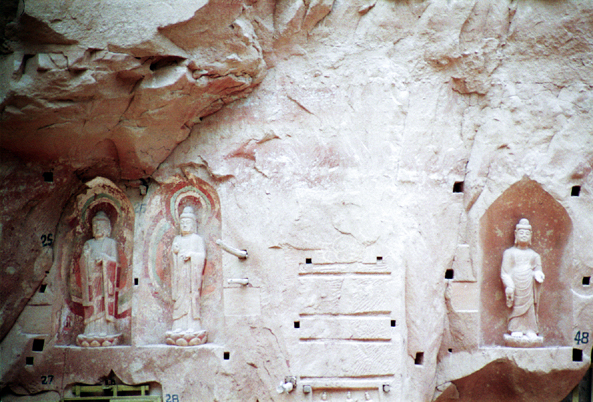
Relleus de Binglingsi

Seguidament, les pintures del mateix nínxol es representen els budes de les 10 direccions, els donants, part dels membres de la família reial dels Qifu, i part dels monges més importants de la cort. Entre aquests personatges cal destacar al monjo seguidor de Xuan Gao, Tanmopi qui va ser molt important perquè va predicar l'exercici de la meditació en llocs apartats de la civilització i les ciutats com ara Binglingsi.
Les inscripcions també les trobem en el grup de pintures de diferents deïtats del nínxol número 10 al 13. A la part esquerra superior d'aquests nínxols hi ha representat a un buda juntament amb el seu seguici de Bodhisatves, i al costat d'aquests destaca la imatge d'un monjo d'aspecte estranger el qual condueix a les dones del cercle cortesà a la devoció a Buda. Altres escenes addicionals d'interès iconogràfic són les pintures del registre inferior i la dels dos costats, identificades per una inscripció. Els dos exemples més importants són: les escenes del debat entre Manjusri i Vimalakirti; i la imatge de buda Shayamuni i Duobao.. Aquestes representacions tenen el seu origen en els llibres sagrats del sutra de Vimalakirti i el sutra del Lotus. Aquests dos llibres del corrent mahayana van ser traduïts del sànscrit al xinès per Kumarajiva a la ciutat de Chang'ang aproximadament entre el 400 i el 410. Tanmateix, cal dir també que un dels altres llibres que va traduir Kumarajiva en aquest període va ser el petit Sukhavativyuha Sutra el qual va inspirar a la gestació de l'escultura del nínxol 6 de Wuliangshou. Així doncs, podem dir que aquestes escultures deriven de les doctrines més influents del Mahayana. Això no obstant, aquests escrits del gran vehicle van tenir la primera interpretació visual a Binglingsi. El temple del qual serviria com a precedent per les posteriors escultures de la dinastia de Wei del nord, com Yungang i Longmen.